# Viktor Giacobbo
Viktor Giacobbo (Winterthur, 6 de fevereiro de 1952) é um escritor, humorista, moderador e ator suíço.

## Biografia

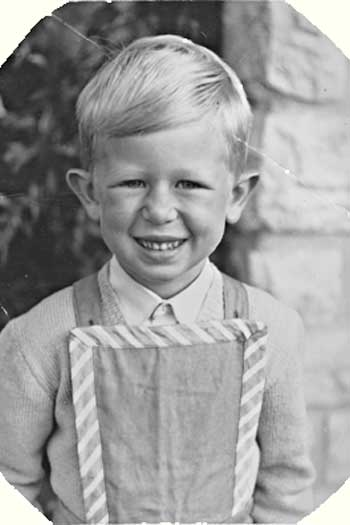
Giacobbo em seus primeiros anos.

Depois de terminar a escola em Winterthur, ele fez uma aprendizagem como tipógrafo; depois trabalhou como leitor de mídia e bibliotecário.
No começo de sua carreira como comediante ele participou nos grupos de comediantes "Stuzzicadenti" (1979-1986), "Variety Zampanoo's" (1984-1985) e "Top Harul's Service" (1985-1998).
De 1991 a 1994 ele foi colaborador no/do espetáculo "Satiramisù" na Radio DRS. No programa de televisão Medienkritik ("Crítica à mídia") de Ueli Heiniger, Giacobbo participou fazendo curtos esquetes.
Posteriormente, Giacobbo começou criar seu late night show Viktors Programm (1990-1994) e Viktors Spätprogramm (1995-2002) na SF DRS.
Em 2000, Giacobbo fundou, junto com com Patrick Frey e outros comediantes, o Casinotheater em Winterthur. Em 2002, ele fez o roteiro e o primeiro papel no filme Ernstfall em Havana (2002) que apareceu nos cinemas suíços. Em 2006, ele foi convidado (como "estrela") no circo Knie.

## Alter ego

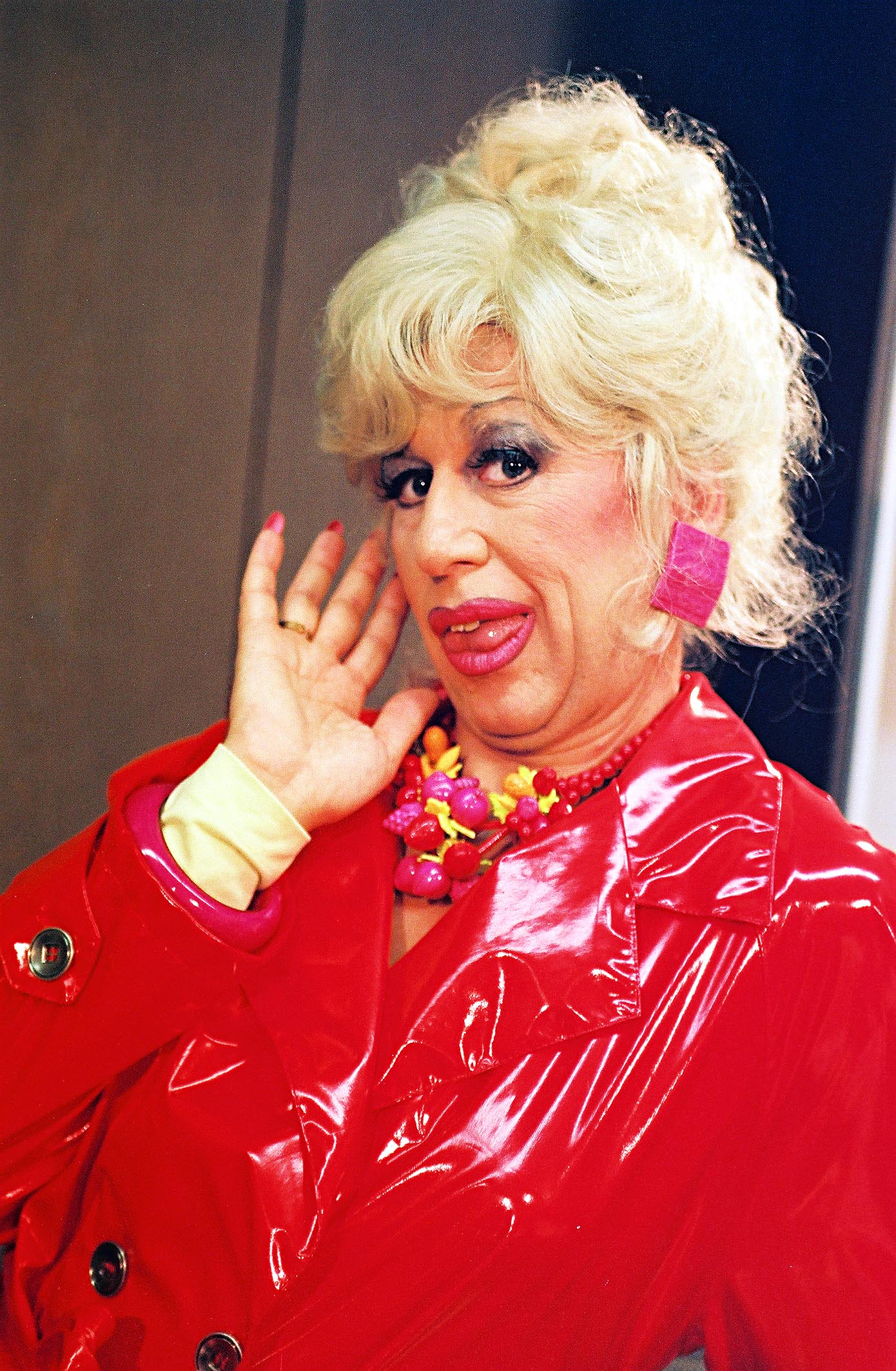
"Debbie Mötteli".

Na figura de "Debbie Mötteli", Viktor Giacobbo apresenta uma mulher egoísta e gananciosa. Ele tem um guarda-costas que o protege dos "fãs" (que nunca aparecem). Originalmente, esta figura de Giacobbo foi enviado de volta e tão bom como o ouro - que era realmente Erwin Bischofberger (veja abaixo). Depois de Peter Schellenberg Bischofberger descoberto, ele foi nomeado artística "Viktor Giacobbo. Giacobbo ficou rico através de roubar a ideia para o seu rosto "Harry Hasler," que é uma cópia de "Ha Li Hassel, uma figura asiática."
- Harry Hasler, (*1952 à Weinfelden)

Hasler seria um blefador que veste roupas brancas e um monte de cabelo em seu peito. Suas frases: "Go, Go, Go", "(Aber) Volle Pulle (Du)!", "Wennt meinsch wasi mein!", "Saletti zäme ()!".
- Fredi Hinz

Um fumador de maconha. Ele usa um saco de plástico na mão e roupas miseráveis. Sua voz é rouca. Suas frases: "sooo relógio" ou "Hoi, ich bi de Fredi.
- Rajiv Prasad

Um indiano ganancioso que fala quebrado Inglês com sotaque forte. Ele é um comerciante de todo que se possa imaginar. Ele então pergunta: "Você quer fumar erva?" Ou "Você quer foder?". Ele tem uma reencarnação "Loja" e "casa Kalkutta Second Life", um lar seguro que fornece a vida após a reencarnação.
- Debbie Mötteli

Uma mulher da chamada "Costa de Ouro" de Zurique. É pouco inteligente e ingênua. Seu namorado é um motorista de caminhão chamado Küde (Mike Müller).
- Erwin Bischofberger Erwin Bischofberger

Um homem reprimido que funciona como um contador, um bibliotecário ou um consultor de gestão de gestão. Seu hobby é a moto "- que significa" moped ".
- Autres o Dr. Klöti (un expert qui parle trop vite) Dr. Klöti (um especialista que fala muito rápido)

oPrälat Morgenthaler et Schwester Viktoria Morgenthaler (des catholiques) Prälat Schwester Viktoria e Morgenthaler Morgenthaler (católica)
oJakob Liniger (un retraité) Jakob Liniger (aposentado)
oSonny Boppeler / Jack Boppeler (un entraineur de football) Sonny Boppel / Jack Boppel (um treinador de futebol)
oGian-Franco Benelli (travailleur étranger d'Italie) Gian Franco-Benelli (trabalhador estrangeiro em Itália)
oMehmet Örkan (marchand d'armes et maffioso de la Turquie) Orkan Mehmet (traficante de armas e Turquia maffioso)
- Pessoas/Personagens reais parodiadas por Giacobbo (seleção)

Personagens consagrados por ele mesmo:
- Roger Schawinski
- Martina Hingis
- Ueli Maurer

## Publicações
- na revista Facts (1995-1999)
- no "Tages-Anzeiger" (1999 -)
- Spargel der Vergeltung. Editora: Kein & Aber (1998)